# Álex Gallar
 Alejandro Gallar Falguera (Tarrasa, Barcelona, España, 19 de marzo de 1992), conocido deportivamente como Álex Gallar, es un jugador de fútbol español que juega como centrocampista en la U. D. Ibiza de la Primera Federación.

## Trayectoria
Comenzó su carrera futbolística en el Terrassa Futbol Club, participando en diez encuentros durante la temporada 2009-10 en Segunda División B, que acabó con el descenso a Tercera División. En verano de 2010 se incorporó a la cantera del R. C. D. Mallorca, promocionando al R. C. D. Mallorca "B" en mayo de 2011. En la campaña 2011-12 participó en 18 encuentros del filial mallorquín, siendo dos veces titular. En agosto de 2012 se incorporó a otro equipo filial, el Real Murcia Imperial que jugaba en Tercera División. Tras solo unos meses en el filial murciano, fichó por la U. E. Rubí de Tercera División en el mes de enero. De cara a la temporada 2013-14 regresó al Terrassa F. C., en Tercera División, donde fue uno de los jugadores más destacados con doce tantos. Realizó una gran temporada 2014-15 en las filas de la U. E. Cornellà, siendo clave en los esquemas de Jordi Roger. Disputó 40 partidos con la camiseta cornellanense; 35 de ellos en competición liguera y 5 en Copa del Rey (donde se enfrentó al Real Madrid, entre otros). Su registro goleador fue de diez tantos (ocho en Segunda B y dos en Copa).
En junio de 2015 llegó al Hércules C. F., recién descendido a Segunda B. En el cuadro alicantino jugó 33 partidos (11 como titular) y logró seis tantos. Al acabar la temporada, en julio de 2016, firmó por la Cultural y Deportiva Leonesa donde firmó una campaña (2016-17) anotando 22 goles (17 en Liga, 3 en play-offs de ascenso y 2 en Copa), dando 10 asistencias y convirtiéndose en uno de los referentes del equipo que logró el ascenso a Segunda División.
En julio de 2017 fichó por la S. D. Huesca, que se encontraba en Segunda División, a cambio de 400 000 euros. En su primera campaña logró el ascenso a Primera División en el que colaboró con siete tantos, incluido el logrado en Lugo el 21 de mayo, el día del ascenso matemático (0-2). El 19 de agosto de 2018 debutó en Primera División, con doblete, en la victoria por 1 a 2 ante la S. D. Eibar.
El 21 de agosto de 2019 el Girona F. C. hizo oficial su incorporación para las siguientes cuatro temporadas. En su primera temporada disputó 39 partidos, 36 de ellos en Segunda División, y jugó el playoff de ascenso a Primera División.
El 25 de septiembre de 2020 firmó por el F. C. Cartagena de la Segunda División por una temporada en calidad de cedido. El curso siguiente permaneció en el equipo después de que ambos clubes llegaran a un acuerdo para una nueva cesión.
El 14 de julio de 2022 puso fin a su etapa en Girona tras rescindir su contrato. Al día siguiente se anunció su fichaje por el Málaga C. F. por dos temporadas. Sin embargo, dejó el club después de la primera con el descenso de categoría y el 9 de agosto firmó por la U. D. Ibiza.

## Clubes
| Club                       | País   | Año       |
| -------------------------- | ------ | --------- |
| Terrassa F. C.             | España | 2009-2010 |
| R. C. D. Mallorca "B"      | España | 2011-2012 |
| Real Murcia Imperial C. F. | España | 2012-2013 |
| U. E. Rubí                 | España | 2013      |
| Terrassa F. C.             | España | 2013-2014 |
| U. E. Cornellà             | España | 2014-2015 |
| Hércules de Alicante C. F. | España | 2015-2016 |
| Cultural Leonesa           | España | 2016-2017 |
| S. D. Huesca               | España | 2017-2019 |
| Girona F. C.               | España | 2019-2022 |
| F. C. Cartagena (cedido)   | España | 2020-2022 |
| Málaga C. F.               | España | 2022-2023 |
| U. D. Ibiza                | España | 2023-     |